# Strongest Deliveryman
Strongest Deliveryman (Hangul: 최강 배달꾼; RR: Choegang Baedalkkun), es una serie de televisión surcoreana transmitida del 4 de agosto del 2017 hasta el 23 de septiembre del 2017 a través de KBS2.

## Sinopsis
La serie sigue la historia de Choi Kang-soo, un humilde repartidor de comida que a base de trabajo duro busca convertirse en el CEO de su propia empresa de entrega de aplicaciones. En el camino para alcanzar sus sueños logra el éxito y conoce a la joven Lee Dan-ah, de quien se enamora.
Por otro lado Dan-ah es otra joven repartidora a tiempo parcial que odia su actual estatus socioeconómico, y como muchos jóvenes llama a su país "Hell Joseon" (término que se refiere a las injusticias que muchas personas deben vivir por jerarquías existentes en la sociedad coreana donde el dinero va por encima de todo). Está tan concentrada en ganar dinero y cambiar su vida, que no tiene tiempo para iniciar una relación, sin embargo esto cambia cuando conoce a Jang-soo.
Juntos iniciarán una competencia para alcanzar sus sueños, sin embargo en el proceso pronto se dará cuenta que ser el más fuerte no garantiza el éxito.

## Reparto

### Personajes principales
| Actor        | Personaje     | Nº de episodios | Notas |
| ------------ | ------------- | --------------- | --- |
| Go Kyung-pyo | Choi Kang-soo | 16              | Es un repartidor veterano que no tiene miedo y arriesga su vida en todo lo que hace. |
| Chae Soo-bin | Lee Dan-ah    | 16              | Es una mujer y repartidora, que está tan decidida a ganar dinero y escapar del "Infierno Joseon" que rechaza todos los avances de los hombres. Sin embargo, esto cambia cuando conoce a Choi Kang-soo. |
| Kim Seon-ho  | Oh Jin-kyu    | 16              | |
| Ko Won-hee   | Lee Ji-yoon   | 16              | |

### Personajes secundarios
| Actor                   | Personaje      | Nº de episodios | Notas                                                                                 |
| ----------------------- | -------------- | --------------- | ------------------------------------------------------------------------------------- |
| Kim Hye-ri              | Jung Hye-ran   | -               | Es la madre de Lee Ji-yoon y la CEO de "Jung Family".                                 |
| Sunwoo Jae-duk          | Lee Jang-jin   | -               | Es el padre de Lee Ji-yoon.                                                           |
| Lee Won-jong            | Oh Seong-hwan  | -               | Es el padre de Oh Jin-kyu.                                                            |
| Lee Kan-hee             | Jeong-sook     | -               | Es la madre de Oh Jin-kyu.                                                            |
| Park Joo-hyung (박주형) | Oh Young-gyu   | -               | Es el hermano mayor de Oh Jin-kyu.                                                    |
| Jo Hee-bong             | Jang Dong-soo  | -               | Es el cocinero y jefe del restaurante "Palpalsuta".                                   |
| Lee Min-young           | Soon Ae        | -               | Es la dueña del restaurante "Palpalsuta".                                             |
| Kim Ki-doo              | Baek Gong-gi   | -               | Es uno de los repartidores del restaurante "Holy Noodles".                            |
| Yoon Jung-il (윤정일)   | Hyeon-soo      | -               | Es un repartidor y el amigo de Choi Kang-soo.                                         |
| Ye Soo-jung             | Jung Im        | -               | Es la dueña del restaurante "Hanyang Seolleongtang", así como la abuela de Hyeon-soo. |
| Nam Ji-hyun             | Choi Yun-ji    | -               | Es la compañera de casa de Lee Dan-ah.                                                |
| Heo Ji-won (허지원)     | Min-chan       | -               | Es un repartidor.                                                                     |
| Kang Bong-sung (강봉성) | Byeong-soo     | -               | Es un repartidor.                                                                     |
| Jung Ik-han (정익한)    | Yeong-taek     | -               | Es un repartidor.                                                                     |
| Kim Min-seok (김민석)   | Ho-yeong       | -               | Es un repartidor.                                                                     |
| Kim Kyung-nam           | Sung-jae       | -               | Es un repartidor.                                                                     |
| Nam Ji-hyun             | Choi Yun-ji    | -               | Es la compañera de casa de Lee Dan-ah.                                                |
| Han Seung-hyun (한승현) | Tim Jang       | -               | Es el líder del equipo de la tienda que arregla automóviles.                          |
| Kim Choong-gil (김충길) | -              | -               | Es un empleado de la tienda que arregla automóviles "Jin Kyung Automotive".           |
| Ok Joo-ri (옥주리)      | -              | -               |                                                                                       |
| Lee Tae-kyung           | Park           | -               | Es un jefe de departamento y el asistente de negocios de Jung Hye-ran.                |
| Hong Ki-joon (홍기준)   | -              | -               |                                                                                       |
| Joo Myung-chul (주명철) | -              | -               |                                                                                       |
| Lee Hang-na (이항나)    | -              | -               | Es la madre de Hyeon-soo.                                                             |
| Kwon Oh-jin (권오진)    | Yoon Yeong-soo | -               | Es un prisionero.                                                                     |
| Cha Yong-hak (차용학)   | Mr. Park       | -               | Es un fiscal.                                                                         |

### Otros personajes
| Actor                    | Personaje     | Episodios donde apareció | Notas                                                       |
| ------------------------ | ------------- | ------------------------ | ----------------------------------------------------------- |
| Kang Chul-sung (강철성)  | -             | -                        | Es el controlador del suministro.                           |
| Jo Moon-eui (조문의)     | -             | -                        | Es el dueño de un restaurante local.                        |
| Hong Kyung-yoon (홍경연) | -             | -                        | Es la esposa del dueño del restaurante local.               |
| Yoo Ji-hyun (유지현)     | -             | -                        | Es la manager de "Coffee World".                            |
| Park Sung-joon (박성준)  | Yoon-cheol    | -                        | Es uno de los empleados de "Coffee World".                  |
| Kim Tae-han (김태한)     | Marster Choi  | 13                       | Es el padre de Choi Yun-ji.                                 |
| Seo Kwang-jae (서광재)   | -             | -                        | Es un entrevistador.                                        |
| Kim Joon-eui (김준의)    | -             | 9                        | Es un joven que ve la pelea entre Lee Dan-ah y Lee Ji-yoon. |
| Go Man-kyu (고만규)      | -             | -                        | Es un oficial de la policía.                                |
| Choi Gyo-shik (최교식)   | -             | -                        | Es un taxista.                                              |
| Han Yeo-wool (한여울)    | -             | -                        |                                                             |
| Jung Kang-hee (정강희)   | -             | -                        |                                                             |
| Oh Yoon-hong (오윤홍)    | -             | -                        | Es la madre de Lee Dan-ah.                                  |
| Kim Yoon-sung (김윤성)   | Kim Yong-chul | -                        | Es un prestamista.                                          |
| Yoon In-jo (윤인조)      | Son Yang-ah   | -                        |                                                             |
| In Sung-ho (인성호)      | -             | -                        | Es un detective.                                            |
| Eom Ji-man (엄지만)      | -             | -                        | Es un detective.                                            |
| Joey Albright            | -             | 2, 3, 5                  | Es un maestro de inglés.                                    |
| Jin Hyun-kwang (진현광)  | -             | -                        | Es el mánager de una franquicias de tiendas.                |
| Park Yong (박용)         | -             | -                        | Es el dueño del restaurante chino "Shinsung".               |
| Kwon Hong-seok (권홍석)  | -             | -                        |                                                             |
| Son Dong-hwa (손동화)    | -             | -                        |                                                             |
| Lee Kyu-sung             | -             | -                        | Es el hermano menor de Lee Dan-ah.                          |
| Yoo Joo-won (유주원)     | -             | 7                        | Es un pequeño niño.                                         |
| Lee Jae-baek (이재백)    | -             | -                        | Es un joven estudiante.                                     |
| Na Do-yool (나도율)      | -             | 5                        | Es un joven cenando en la noche.                            |
| Tae Won-seok             | -             | -                        |                                                             |
| Lee Gyu-sub (이규섭)     | -             | -                        |                                                             |

### Apariciones especiales
| Actor                 | Personaje      | Episodio(s) donde apareció | Notas                                                                       |
| --------------------- | -------------- | -------------------------- | --------------------------------------------------------------------------- |
| Lee Yoo-ri            | Yoon Hwa-yeong | 10-11                      | Es una desarrolladora de aplicaciones.                                      |
| Lee Hoon              | Na Han-tae     | 10, 11, 13, 14             | Es el jefe de "JT Trust Group".                                             |
| Choi Hong-il (최홍일) | -              | 1                          | Es el padre de Choi Kang-soo.                                               |
| Kim Won-hyo (김원효)  | -              | 1                          | Es un conductor que ocasiona el accidente de tráfico y escapa de la escena. |
| Jo Hyun-sik           | Kim Gil-yong   | 1, 11                      | Es un cartero que sale lastimado durante un accidente de tráfico.           |

## Episodios
La serie está conformada por 16 episodios, los cuales fueron emitidos todos los viernes y sábados a las 23:00 (KST).

### Raitings
Los números en color rojo indican las calificaciones más bajas, mientras que los números en azul indican las calificaciones más altas.
| N.º      | Fecha de emisión         | Participación promedio de audiencia | Participación promedio de audiencia | Participación promedio de audiencia | Participación promedio de audiencia |
| N.º      | Fecha de emisión         | TNmS                                | TNmS                                | AGB Nielsen                         | AGB Nielsen                         |
| N.º      | Fecha de emisión         | Nacional                            | Seúl                                | Nacional                            | Seúl                                |
| -------- | ------------------------ | ----------------------------------- | ----------------------------------- | ----------------------------------- | ----------------------------------- |
| 1        | 4 de agosto de 2017      | 4.1% (NR)                           | 4.9% (NR)                           | 3.5% (NR)                           | 4.3% (NR)                           |
| 2        | 5 de agosto de 2017      | 5.4% (18.ª)                         | 5.4% (19.ª)                         | 5.6% (18.ª)                         | 6.2% (16.ª)                         |
| 3        | 11 de agosto de 2017     | 4.2% (NR)                           | 4.4% (NR)                           | 4.3% (NR)                           | 4.5% (NR)                           |
| 4        | 12 de agosto de 2017     | 5.5% (19.ª)                         | 6.2% (NR)                           | 6.5% (18.ª)                         | 7.3% (13.ª)                         |
| 5        | 18 de agosto de 2017     | 4.1% (NR)                           | 4.5% (NR)                           | 4.6% (NR)                           | 5.1% (20.ª)                         |
| 6        | 19 de agosto de 2017     | 6.4% (18.ª)                         | 6.5% (18.ª)                         | 6.3% (20.ª)                         | 6.4% (13.ª)                         |
| 7        | 25 de agosto de 2017     | 4.2% (NR)                           | 4.4% (NR)                           | 6.2% (18.ª)                         | 6.5% (16.ª)                         |
| 8        | 26 de agosto de 2017     | 6.6% (17.ª)                         | 6.2% (14.ª)                         | 7.2% (14.ª)                         | 7.6% (14.ª)                         |
| 9        | 1 de septiembre de 2017  | 3.9% (NR)                           | 4.0% (NR)                           | 5.2% (NR)                           | 5.3% (NR)                           |
| 10       | 2 de septiembre de 2017  | 5.9% (20.ª)                         | 6.2% (17.ª)                         | 6.5% (19.ª)                         | 6.6% (11.ª)                         |
| 11       | 8 de septiembre de 2017  | 4.8% (NR)                           | 5.0% (NR)                           | 5.8% (17.ª)                         | 5.9% (16.ª)                         |
| 12       | 9 de septiembre de 2017  | 5.8% (19.ª)                         | 5.7% (18.ª)                         | 6.9% (14.ª)                         | 6.8% (13.ª)                         |
| 13       | 15 de septiembre de 2017 | 5.0% (NR)                           | 4.7% (NR)                           | 5.4% (20.ª)                         | 5.8% (19.ª)                         |
| 14       | 16 de septiembre de 2017 | 6.1% (NR)                           | 5.7% (20.ª)                         | 6.7% (14.ª)                         | 6.9% (14.ª)                         |
| 15       | 22 de septiembre de 2017 | 4.4% (NR)                           | 4.6% (NR)                           | 5.1% (18.ª)                         | 5.3% (20.ª)                         |
| 16       | 23 de septiembre de 2017 | 6.7% (16.ª)                         | 6.4% (15.ª)                         | 7.7% (10.ª)                         | 8.0% (7.ª)                          |
| Promedio | Promedio                 | 5.2%                                | 5.2%                                | 5.8%                                | 6.2%                                |

## Música
El OST de la serie está conformado por trece partes:

### Parte 1
| No. | Intérprete  | Canción             | Duración |
| --- | ----------- | ------------------- | -------- |
| 1   | Jang Jae-in | "Must Have"         | 4:01     |
| 2   |             | "Must Have" (Inst.) | 4:01     |

### Parte 2
| No. | Intérprete   | Canción           | Duración |
| --- | ------------ | ----------------- | -------- |
| 1   | Go Kyung-pyo | "LaLaLa" (랄랄라) | 3:05     |
| 2   |              | "LaLaLa" (Inst.)  | 3:05     |

### Parte 3
| No. | Intérprete | Canción                  | Duración |
| --- | ---------- | ------------------------ | -------- |
| 1   | VANTA      | "Almost Love" (청춘만화) | 3:32     |
| 2   |            | "Almost Love" (Inst.)    | 3:32     |

### Parte 4
| No. | Intérpretes                        | Canción                | Duración |
| --- | ---------------------------------- | ---------------------- | -------- |
| 1   | The Barberettes (바버렛츠) y Harim | "It's Magical"         | 3:23     |
| 2   |                                    | "It's Magical" (Inst.) | 3:23     |

### Parte 5
| No. | Intérprete            | Canción                    | Duración |
| --- | --------------------- | -------------------------- | -------- |
| 1   | Na Yoon-kwon (나윤권) | "End Of A Day" (하루의 끝) | 3:55     |
| 2   |                       | "End Of A Day" (Inst.)     | 3:55     |

### Parte 6
| No. | Intérpretes                     | Canción                    | Duración |
| --- | ------------------------------- | -------------------------- | -------- |
| 1   | Kisum y Kim Chae-won (de April) | "I Need You" (니가 필요해) | 3:10     |
| 2   |                                 | "I Need You" (Inst.)       | 3:10     |

### Parte 7
| No. | Intérprete   | Canción                       | Duración |
| --- | ------------ | ----------------------------- | -------- |
| 1   | Chae Soo-bin | "Way To You" (너에게 가는 길) | 3:24     |
| 2   |              | "Way To You" (Inst.)          | 3:24     |

### Parte 8
| No. | Intérprete     | Canción        | Duración |
| --- | -------------- | -------------- | -------- |
| 1   | Sohyang (소향) | "Home"         | 4:12     |
| 2   |                | "Home" (Inst.) | 4:12     |

### Parte 9
| No. | Intérprete  | Canción                      | Duración |
| --- | ----------- | ---------------------------- | -------- |
| 1   | Merry Round | "Look At Me Now" (나를 봐요) | 3:57     |
| 2   |             | "Look At Me Now" (Inst.)     | 3:57     |

### Parte 10
| No. | Intérprete     | Canción                              | Duración |
| --- | -------------- | ------------------------------------ | -------- |
| 1   | Oksu Sajinkwan | "Between You and Me" (너와나 사이로) | 4:16     |
| 2   |                | "Between You and Me" (Inst.)         | 4:16     |

### Parte 11
| No. | Intérprete      | Canción                       | Duración |
| --- | --------------- | ----------------------------- | -------- |
| 1   | Shin Jae (신재) | "Can You Hear Me Now"         | 3:50     |
| 2   |                 | "Can You Hear Me Now" (Inst.) | 3:50     |

### Parte 12
| No. | Intérprete | Canción           | Duración |
| --- | ---------- | ----------------- | -------- |
| 1   | Giryeon    | "My Star" (새별)  | 3:34     |
| 2   |            | "My Star" (Inst.) | 3:34     |

### Parte 13
| No. | Intérprete | Canción                     | Duración |
| --- | ---------- | --------------------------- | -------- |
| 1   | Ahn Suzie  | "Wish Twenty" (스무살 소원) | -        |
| 2   |            | "Wish Twenty" (Inst.)       | -        |

## Premios y nominaciones
| Año  | Categoría                                   | Premio                 | Nominado (a) | Resultado |
| ---- | ------------------------------------------- | ---------------------- | ------------ | --------- |
| 2017 | Premio a la excelencia, actor en miniserie  | 31st Premios KBS Drama | Go Kyung-pyo | Nominado  |
| 2017 | Premio a la excelencia, actriz en miniserie | 31st Premios KBS Drama | Chae Soo-bin | Nominada  |
| 2017 | Mejor actor de reparto                      | 31st Premios KBS Drama | Jo Hee-bong  | Nominado  |
| 2017 | Mejor actor revelación                      | 31st Premios KBS Drama | Kim Seon-ho  | Nominado  |
| 2017 | Mejor actriz revelación                     | 10th Korea Drama Award | Ko Won-hee   | Ganó      |

## Producción
La serie también es conocida como "Best Delivery Person".
Fue dirigida por Jeon Woo-sung (전우성), quien recibió el apoyo de los directores creativos Kim Gil-yong y Choi Dong-sook. Mientras que el guion fue realizado por Lee Jeong-woo (이정우). La producción estuvo a cargo de Kim Shin-il y Jeon Je-yeon (전제연), quienes contaron con el apoyo de los productores ejecutivos Kim Sang-hwi y Ahn Hyung-jo (안형조).
La cinematografía fue realizada por Uhm Joon-sung y Lee Young-seop, mientras que la edición estuvo a cargo de Oh Dong-hee y la composición fue realizada por Park Sung-jin.
Las filmaciones comenzaron el 17 de junio del 2017, mientras que la primera lectura del guion fue realizada ese mismo año.
Originalmente, los actores Jang Mi-kwan y Lee Yeol-eum habían sido elegidos para interpretar a los personajes de Oh Jin-kyu y Lee Ji-yoon, sin embargo poco después e anunció que los actores Kim Seon-ho y Ko Won-hee. El productor en jefe de la serie explicó que la razón por la cual Mi-kwan había dejado el elenco, era debido a algunos desacuerdos mientras se elaboraban algunos detalles.
La serie contó con el apoyo de la compañía de producción "Jidam Inc." y "Web TV Asia".

### Distribución internacional
| País             | Cadena             | Fecha de emisión | Notas            |
| ---------------- | ------------------ | ---------------- | ---------------- |
| Filipinas        | Asianovela Channel | 2020             |                  |
| Sudeste Asiático | Iflix              | 2017             | (con subtítulos) |
| Sri Lanka        | Iflix              | 2017             | (con subtítulos) |